# Patricier
Patricier (latin patricius, "ättling till fäderna", av pater, fader) var i antikens Rom under kungatiden och tidig republik en privilegierad samhällsklass. Patricierätternas huvudmän tillhörde under kungatiden senaten, medan de i republikens första tid hade ett reellt, om än inte formellt, monopol på viktiga ämbeten. I striden med plebejerna blev de efter hand tvungna att ge upp några av sina privilegier.

## I antikens Rom
Patricierståndet ansågs ha sitt ursprung i de hundra familjeöverhuvud som Romulus utvalde till den första senaten i mytologisk tid. Förutom upphöjningen av gens Claudia omkring år 504 f.Kr. utökades inte ståndet under republiken. Patriciernas privilegier och särställning urholkades med tiden, som med Lex Canuleia år 445 f.Kr. som tillät äktenskap med plebejer och Lex Hortensia år 286 som fråntog patricierna rätten av godkänna folkförsamlingarnas beslut som lagar. Efter detta behöll patricierna ensamrätten på några få ämbeten, främst av religiös karaktär, men politiskt viktiga positioner som konsul och censor kunde i lika stor eller större utsträckning beklädas av plebejer. Några patricier lät sig rent av adopteras av plebejer för att kunna bli folktribun.
Under Julius Caesar och Augustus stiftades lagar (Lex Cassia och Lex Saenia) för utnämnandet av nya patricier, något som fortsattes av senare kejsare som Claudius och Vespasianus. På Konstantins tid blev patricius en personlig hederstitel som tilldelades personer som tjänat riket eller kejsaren.

## I senare tid
Patricier kallades under den senare delen av medeltiden och långt in i nyare tiden i Tyskland och Schweiz storborgare som tillhörde vissa ansedda släkter och uteslutande för sin räkning gjorde anspråk på de högre stadsämbetena. Patricier var (heders)titel för vissa höga ämbetsmän eller furstar. Många adelsätter i Europa härstammar ifrån dessa patricier.
I vidare mening kan patriciatsbegreppet även användas om ett i praktiken styrande skikt inom den styrande eliten, även i historiska sammanhang där det inte föreligger formella regler som utesluter andra grupper.